# Stan Fox
Stanley Cole Fuchs (Janesville, 7 de julho de 1952 – Waiouru, 18 de dezembro de 2000), mais conhecido por Stan Fox, foi um automobilista norte-americano.
Disputou apenas uma temporada completa da extinta Fórmula Indy, em 1984. Entre 1987 e 1995, correu apenas as 500 Milhas de Indianápolis.

## Carreira

### Midgets
Fox, que era formado em marketing, iniciou a carreira pilotando midgets, ganhando o Campeonato Nacional da modalidade em 1979 (ano em que também conquistou a divisão de Belleville Nationals) e em 1980. Foi pilotando este tipo de carro que alcançou seus melhores momentos como automobilista, tendo vencido inclusive a Copper World Midget, uma das divisões de midgets mais importantes dos EUA, por 3 vezes. Em 23 temporadas, foram 19 vitórias - número considerado expressivo, uma vez que boa parte dos principais pilotos da Indy e da NASCAR começaram a correr em midgets.

## Passagem pela Fórmula Indy
Em 1984, Fox disputou sua primeira (e única) temporada completa na antiga Fórmula Indy (que não deve ser confundida com a atual IndyCar, resultante da unificação entre IRL e CART, em 2008) pela equipe Pabst, não se classificando para 7 das 12 corridas que disputou. A partir daí, decidiu não correr as demais provas, com exceção das 500 Milhas de Indianápolis, tentando se classificar pela primeira vez ainda em 1984, mas problemas em seu March causaram um acidente e Fox não conseguiu a vaga, assim como outros 23 pilotos. Após essa experiência, voltou a disputar campeonatos de midgets até 1986.

## Curta passagem pela Nascar
Entre 1992 e 1994, participou de 5 provas da NASCAR Cup Series, mas obteve classificação para o grid em apenas 2 corridas. Ele ainda correu 2 vezes na NASCAR Truck Series, tendo um 18º lugar como melhor resultado.

## Presença frequente na Indy 500
Desde então, resolveu se inscrever apenas para a Indy 500, onde se classificaria em 8 tentativas. Em 1987, pela equipe Foyt, terminou em sétimo lugar. Dois anos depois, não se classificou para a corrida por problemas no motor, abandonou após duas voltas em 1988 e não obteve vaga na edição de 1989. Em 1990, pela Kent Baker Racing, foram apenas 10 voltas completadas antes de abandonar a corrida.
No ano de 1991, Fox assinou com a Hemelgarn, e a partir daí, foram cinco anos no time. Na Indy 500 do mesmo ano, terminou em oitavo lugar, ganhando 201 mil dólares de premiação. Um acidente envolvendo o norte-americano e o francês Philippe Gache, que havia se acidentado, encerrou sua participação na edição de 1992, mesma situação vivida em 1993 e 1994, quando bateu nas últimas voltas.
Em 1995, o paddock de Indianápolis acompanhou o bom desempenho de Fox nos treinos, tendo obtido o 11º lugar, que foi a melhor posição de sua carreira na Indy. A Hemelgarn, que havia inscrito dois carros, um para Stan e outro para Davey Hamilton, tinha inicialmente o patrocínio da prestadora de catering Jonathan Byrd’s Cafeteria, mas ambos os lados não chegaram a um acordo e a parceria foi desfeita. A fábrica de torneiras Delta Faucet foi escolhida como novo patrocinador principal da Hemelgarn, refletindo na mudança da cor dos carros (passando do vermelho para o violeta).

## O acidente que encerrou a carreira de Fox
No dia 28 de maio de 1995, Fox, cercado de expectativas devido à sua atuação nos treinos, sofreu um dos acidentes mais violentos da história da Indy 500 e do automobilismo norte-americano, ainda na primeira volta. O Reynard-Ford #91 se envolveu em uma batida juntamente com Lyn St. James, Gil de Ferran, Carlos Guerrero e Eddie Cheever.
Antes da largada, ele, que largaria entre André Ribeiro e Hiro Matsushita, ganhou mais uma posição quando Robby Gordon foi aos boxes da Walker Racing solucionar problemas em seu carro. Com a bandeira verde acionada, largou bem e foi para cima de Matsushita antes da mesma, procedimento que não é proibido até hoje na IndyCar. Ao chegar na primeira curva, dividiu-a com Eddie Cheever, e seu carro escorrega para a esquerda. Então, viraria o volante para a direita, mas isto teria consequências sérias para Fox, que foi em direção ao muro, levando Cheever juntamente com ele. Ambos batem, e o carro de Fox chega a decolar após bater com muita violência no muro. Ao cair no asfalto, o que restou do monoposto se arrastou com um inerte Fox dentro do cockpit e com as pernas expostas. O acidente foi tão violento que o brasileiro Christian Fittipaldi (que terminou em segundo na prova) o comparou com "uma bomba explodindo na pista".
A equipe de resgate, ao se aproximar de Fox, encontrou-o à beira da morte. Levaram-no ao centro médico de Indianápolis, e o estado de saúde do piloto era considerado gravíssimo. Ele foi estabilizado para ser levado ao Hospital Metodista, onde foi diagnosticado um hematoma subdural (acúmulo de sangue que pressiona a caixa intracraniana) no cérebro de Fox, que chegou a ser operado para remoção do sangue e para conter o inchaço. Com a prova vencida pelo canadense Jacques Villeneuve, as atenções se voltaram exclusivamente para o estado de saúde de Stan, que ficaria em coma apenas por mais cinco dias, surpreendendo os médicos. Não demorou muito, e ele chegou a fazer alguns comandos básicos com a mão esquerda.
O piloto deixaria o Hospital Metodista em julho, e iniciaria um longo processo de recuperação que duraria três anos, inicialmente em uma clínica de reabilitação, continuando o tratamento em sua casa. Este processo incluiu o reaprendizado de tarefas e operações básicas. Em 1996, a Hemelgarn conseguiria vencer as 500 Milhas com Buddy Lazier, e o chefe de equipe, Ron Hemelgarn, não se esqueceu de seu ex-piloto, chegando a levar um pouco do leite oferecido ao vencedor da corrida. Durante o período de recuperação, fez algumas aparições públicas.
Recuperado, Fox anunciou que não voltaria a competir profissionalmente, decidindo criar uma fundação que ajudaria pessoas que sofreram sérios ferimentos na cabeça a se reintegrar à sociedade. Juntamente com seu amigo Jack Kerwin (também sobrevivente de lesões cerebrais), fundou a ONG “Friends of the Fox” já no final da década de 1990. A ONG conseguiu levar 300 sobreviventes para acompanhar de perto a Indy 500 de 2000. Na mesma corrida, Fox realizaria sua última aparição em Indianápolis ao dar uma volta com o pace-car.

## Morte
Em 18 de dezembro de 2000, Stan Fox sofreu um acidente na cidade de Waiouru, cidade localizada a 320 quilômetros ao sul de Auckland, na Nova Zelândia. Em uma rodovia, seu furgão bateu contra um caminhão, falecendo aos 48 anos de idade. Supostamente, o acidente teria sido motivado por uma crise convulsiva do ex-piloto, que passaria a sofrer com o problema após o acidente na Indy 500 de 1995.

### CART[6]
| Ano  | Equipe                 | Chassis | Motor     | 1    | 2    | 3       | 4       | 5      | 6       | 7   | 8       | 9      | 10     | 11     | 12     | 13      | 14      | 15     | 16   | 17  | Pontos | Posição |
| ---- | ---------------------- | ------- | --------- | ---- | ---- | ------- | ------- | ------ | ------- | --- | ------- | ------ | ------ | ------ | ------ | ------- | ------- | ------ | ---- | --- | ------ | ------- |
| 1984 | Pabst Racing           | March   | Cosworth  | LBH  | PHX1 | INDY NQ | MIL 24  | POR 21 | MEA NQ  | CLE | MIC1 28 | ROA NQ | POC 32 | MDO NQ | SAN 19 | MIC2 NQ | PHX2 NQ | LAG NQ | CPL  |     | 0      | NC      |
| 1987 | A. J. Foyt Enterprises | March   | Cosworth  | PHO1 | LBH  | INDY 7  | MIL     | POR    | MEA     | CLE | TOR     | MIS1   | POC    | MDO    | SAN    | MIS2    | ROA     | LS     | PHO2 | MIA | 6      | 32º     |
| 1988 | A. J. Foyt Enterprises | March   | Chevrolet | PHO  | LBH  | INDY 30 | MIL     | POR    | CLE     | TOR | MEA     | MIS    | POC    | MDO    | ROA    | NZR     | LS      | MIA    |      |     | 0      | 48º     |
| 1989 | A. J. Foyt Enterprises | March   | Chevrolet | PHO  | LBH  | INDY NQ | MIL     | DET    | POR     | CLE | MEA     | TOR    | MIS    | POC    | MDO    | ROA     | NZR     | LS     |      |     | -      | -       |
| 1990 | Shierson               | Lola    | Buick     | PHO  | LBH  | INDY 33 | MIL     | DET    | POR     | CLE | MEA     | TOR    | MIS    | POC    | MDO    | ROA     | NZR     | LS     |      |     | 0      | 46º     |
| 1991 | Hemelgarn Racing       | Lola    | Buick     | SRF  | PHO  | LBH     | INDY 8  | MIL    | DET     | POR | CLE     | MEA    | TOR    | MIS    | DEN    | VAN     | MDO     | ROA    | NZR  | LS  | 5      | 24º     |
| 1992 | Hemelgarn Racing       | Lola    | Buick     | SRF  | PHO  | LBH     | INDY 27 | DET    | POR     | MIL | NHA     | TOR    | MIS    | CLE    | ROA    | VAN     | MDO     | NZR    | LS   |     | 0      | 59º     |
| 1993 | Hemelgarn Racing       | Lola    | Ford      | SRF  | PHO  | LBH     | INDY 31 | MIL    | DET     | POR | CLE     | TOR    | MIS    | NHA    | ROA    | VAN     | MDO     | NZR    | LS   |     | 0      | 54º     |
| 1994 | Hemelgarn Racing       | Reynard | Ford      | SRF  | PHO  | LBH     | INDY 13 | MIL    | DET     | POR | CLE     | TOR    | MIS    | MDO    | NHA    | VAN     | ROA     | NZR    | LS   |     | 0      | 37º     |
| 1995 | Hemelgarn Racing       | Reynard | Ford      | MIA  | SRF  | PHO     | LBH     | NZR    | INDY 30 | MIL | DET     | POR    | ROA    | TOR    | CLE    | MIS     | MDO     | NHA    | VAN  | LS  | 0      | 46º     |

### 500 Milhas de Indianápolis[7]
| Ano  | Equipe                 | Chassi      | Motor            | Pneus | Largada            | Final              |
| ---- | ---------------------- | ----------- | ---------------- | ----- | ------------------ | ------------------ |
| 1984 | Pabst Racing           | March 83C   | Cosworth DFX     | G     | Acidente No Treino | Acidente No Treino |
| 1987 | A. J. Foyt Enterprises | March 86C   | Cosworth DFX     | G     | 26º                | 7º                 |
| 1988 | A. J. Foyt Enterprises | March 86C   | Chevrolet V6     | G     | 29º                | 30º                |
| 1989 | A. J. Foyt Enterprises | March 86C   | Chevrolet V6     | G     | NQ                 | NQ                 |
| 1990 | Kent Baker Racing      | Lola T87/00 | Buick V6         | G     | 27º                | 33º                |
| 1991 | Hemelgarn Racing       | Lola T91/00 | Buick V6         | G     | 17º                | 8º                 |
| 1992 | Hemelgarn Racing       | Lola T91/00 | Buick V6         | G     | 13º                | 27º                |
| 1993 | Hemelgarn Racing       | Lola T91/00 | Buick V6         | G     | 20º                | 31º                |
| 1994 | Hemelgarn Racing       | Reynard 94I | Ford Cosworth XB | G     | 13º                | 13º                |
| 1995 | Hemelgarn Racing       | Reynard 95I | Ford Cosworth XB | G     | 11º                | 30º                |